# Ernest Risse
 (mars 2013).
Si vous disposez d'ouvrages ou d'articles de référence ou si vous connaissez des sites web de qualité traitant du thème abordé ici, merci de compléter l'article en donnant les références utiles à sa vérifiabilité et en les liant à la section « Notes et références ».
Ernest Risse né le 22 février 1921 à Vichy (Allier) et mort le 19 mars 2003 à Petit-Tenquin (Moselle) est un peintre français.

## Biographie
Peintre de la Nouvelle école de Paris, Ernest Risse entre le 26 juin 1945 à l'École des beaux-arts de Paris dans l'atelier de Nicolas Untersteller.
Il concourt sans succès au prix de Rome et est lauréat en 1953 de la 24e promotion artistique de la Casa de Velázquez à Madrid. Un condisciple de Russe, l'a photographié essayant de chevaucher le cheval de Velasquez à moitié couché sur le côté un jour de grand vent de 1953 devant les bâtiments de l'ancienne école
Ernest Risse, qui habite à Giverny dans un logement de l'hôtel Baudy[réf. nécessaire], est retenu pour créer les vitraux de l'église de Pressagny-l'Orgueilleux reconstruite après les bombardements de 1944, inaugurée le 21 juillet 1957. Au début du mois de juillet 1972, sous l'emprise de l'alcool, il détruit quatre de ses vitraux. Il promet de les refaire, mais disparaît de la région sans respecter son engagement. Domicilié en Bourbonnais, au Vernet, il reçoit des commandes de la ville de Vichy par le docteur Jacques Lacarin, alors député-maire de la cité thermale.
Ernest Risse est membre correspondant de l'Académie du Vernet. Il est également licencié d'histoire, professeur de dessin et lauréat de l'Institut de France.

## Œuvres
Allemagne
- Constance, mess des officiers : Connétable de Bourbon, 1971, verrière, 5 × 3 m.

Espagne
- Madrid, Casa de Velázquez.

France
- Créteil, école C. Beuvin, réfectoire : peinture murale, 1966.
- Giverny, école laïque : L'Arbre de la connaissance, 1982.
- Paris, École nationale supérieure des beaux-arts.
- Église Saint-Martin de Pressagny-l'Orgueilleux : verrières, 1955.
- Vernon, musée Alphonse-Georges-Poulain : Le Requiem de Berlioz, 1974.
- Vichy, mairie : La Suada et L'Interrogation, 1974, deux huiles sur toile, prix des 7 collines de Rome.

## Récompenses
- 1954 : prix de la Casa de Velázquez.
- 1976 : diplôme d'honneur hors concours, prix d'excellence au 13e grand prix international de peinture de la cote d'Azur.
- 1982 : 1er grand prix des 7 collines de Rome pour L'Interrogation et La Suada, mairie de Vichy.
- 1987 : médaille d'or catégorie beaux-arts à la biennale internationale d'Auvergne.

## Expositions
- 1954 : la Rotonde, Vichy.
- 1955 : « Salones Macarron », Madrid, Casa de Velázquez.
- 1967 : 10e Salon de peinture et sculpture de l'Académie du Vernet. Centre culturel Valery-Larbaud, Vichy.
- 1967 : galerie Vidal, Paris
- 1977-1987 : exposition à Hinterzarten, Allemagne.
- [Quand ?] : exposition à Monaco sous le patronage de Michel Péricard.
- 1978 : 84e Salon des indépendants, Paris, Grand Palais.
- 1979 : Livry-Gargan, château de la Forêt, sous le patronage des préfet et sous-préfet.
- 1979 : Les Andelys, musée Nicolas-Poussin.
- 1980 : galerie Médic art, 120 œuvres exposées.
- 1980 : palais des congrès de Paris, dans le cadre du MEDEC.
- 1980 : Los Angeles, avec l'Alliance française sous le patronage du consulat de France.
- 1980 : expositions à Bohn, Konstanz, Moscou, Birmingham et Madrid.
- 1984 : projet de réalisation du plafond de la bibliothèque Valéry Larbaud à Vichy.